# Ashmeadiella bucconis
Ashmeadiella bucconis is een vliesvleugelig insect uit de familie Megachilidae. De wetenschappelijke naam van de soort is voor het eerst geldig gepubliceerd in 1837 door Say.